# Пельмегыт
Пельмегыт (Пель-Мегыт) — река в России, протекает по Каргасокскому району Томской области. Устье реки находится в 56 от устья по левому берегу реки Мартыновка. Длина реки составляет 10 км.

## Данные водного реестра
По данным государственного водного реестра России относится к Верхнеобскому бассейновому округу, водохозяйственный участок реки — Васюган, речной подбассейн реки — Васюган. Речной бассейн реки — (Верхняя) Обь до впадения Иртыша.
Код объекта в государственном водном реестре — 13010800112115200031314.